# Trieces confusus
Trieces confusus là một loài tò vò trong họ Ichneumonidae.